# Henriette von Montenglaut
Artemisie Henriette Marianne von Montenglaut (* 25. Februar 1768 in Böhme bei Hannover; † 5. Dezember 1838 in Prag), geborene von Cronstain, war eine deutsche Schriftstellerin, Schauspielerin, Sängerin und Übersetzerin. Sie trat als Dichterin und Schauspielerin unter verschiedenen Pseudonymen auf: Mad. Willer, Emilie Willer, Emilie Villiers, P. v. Husch, Paul von Husch.

## Herkunft
Ihre Eltern waren der Major Olivier Heinrich von Cronstain (auch Cronstein) im Dragoner-Regiment Königin und dessen Ehefrau, eine reiche holländische Erbin. Ihr Vater war selbst Dichter und ein Freund des Dichters Johann Wilhelm Ludwig Gleim.

## Leben
Sie wurde an einer französischen Pensionsanstalt in den Niederlanden erzogen, wo sie klassische Literatur und Dichtung kennenlernte. Danach kam sie an den Hof der Markgräfin Friederike Charlotte, Äbtissin im Stift Herford.
Henriette heiratete 1788 den Polizeidirektor von Herford, Ferdinand Friedrich Florens Consbruch (* 4. Juni 1762; † 15. Mai 1836). Das Paar hatte eine Tochter, die Ehe wurde aber 1792 geschieden.
In Altona heiratete sie einen Schauspieler namens Müller, trat selbst als Schauspielerin auf und wurde bald Witwe. Im September 1809 und Anfang Mai 1810 hatte sie unter dem Namen Madame Willer Gastauftritte auf der Bühne des Mannheimer Nationaltheaters.
Inzwischen war Montenglaut wieder verwitwet; sie hatte einen Franzosen geehelicht, den ehemaligen Obersten und emigrierten Freiherrn Pidoux de Montenglaut († 1810). Verzweifelt über den Verlust seines Vermögens durch den Hamburger Bankrott von 1810 war dieser in Altona verstorben. Ein gemeinsamer Sohn starb wenig später.
Nach einem Gastspiel auf der Darmstädter Bühne (Mai 1810) wurde sie fest engagiert und blieb in Darmstadt, wo sie seitdem auch Sprachunterricht im Englischen, Französischen und Italienischen gab. Nach der Schlacht bei Hanau engagierte sie sich im November 1813 für die Versorgung und Pflege verwundeter französischer Kriegsgefangener.
Henriette von Montenglaut fing wieder an Gedichte zu schreiben, die ohne ihr Wissen von Freunden, wie dem Fräulein von Ittner und Johann Christian Giesecke, weiterverteilt wurden. Ab 1812 veröffentlichte sie zunächst anonym im Morgenblatt.
Bis 1814 war Henriette von Montenglaut in Darmstadt, dann übersiedelte sie nach Potsdam und Berlin. 1826 bis 1828 war sie Reise- und Klavierbegleiterin von Henriette Sontag in England und Frankreich.
1814 brachte Montenglaut ihre gesammelten Gedichte in dem Band Herbstblumen heraus. Bis 1820 veröffentlichte sie dann nicht mehr, stattdessen übersetzte sie den Roman Merope neu und schrieb für einige Zeitschriften. 1822 veröffentlichte sie unter dem Namen P. v. Husch die Übersetzung des französischen Romans Die Kinder Europas. Zudem war sie Begleiterin der Sängerin Henriette Sontag.
Zu ihren bekanntesten Übersetzungen gehören Romane des englischen Autors Walter Scott.
1824 unternahm von Montenglaut eine Tournee nach Mecklenburg und hielt im November und Dezember deklamatorische Vorträge in Wismar, Schwerin und Ludwigslust.
Später lebte sie in Braunschweig und auf dem Landgut einer befreundeten Familie in Böhmen. Sie verstarb in Prag.

## Familie
Am 17. Februar 1795 brachte Henriette von Montenglaut in Braunschweig einen unehelichen Sohn, Friedrich von Cronstein, zur Welt. Als Untertan des Königreichs Westphalen wurde er konskribiert und musste in den Militärdienst eintreten. Mit achtzehn Jahren erschien er offenbar völlig verarmt 1813 in Prag, wo er Rahel Varnhagen von Ense kennenlernte, die mit seiner Mutter befreundet war und sich damals, noch unverheiratet, Rahel Robert nannte. Sie gab ihm eine Empfehlung nach Wien an Caroline von Humboldt. Von Wilhelm von Humboldt mit einem Reisepass versehen, wandte sich Cronstein nach Breslau und wurde Fähnrich in der 3. Eskadron des Königlich-Preußischen Schlesischen National-Husaren-Regiments, mit dem er an der Schlacht bei Waterloo teilnahm.
Als Seconde-Lieutenant trat Friedrich von Cronstein am 29. Juli 1815 mit dem Rest des Schlesischen National-Husaren-Regiments in das neu gegründete 7. Husaren-Regiment ein, mit dem er in Ostrowo in Posen stationiert war. Am 13. Dezember 1826 avancierte er zum Premier-Lieutenant. Er wurde 1833 mit dem russischen Sankt-Stanislaus-Orden, 1854 mit dem St.-Annen-Orden ausgezeichnet. Am 13. Dezember 1834 wurde er Rittmeister und Eskadrons-Chef. Den Abschied mit dem Charakter des Majors nahm er am 16. Juli 1840.
1842 wurde Friedrich von Cronstein Direktor der Berlin-Anhaltischen Eisenbahn-Gesellschaft und blieb es bis in die 1860er-Jahre.
Zum 75-jährigen Bestehen seines Regiments, das seit 1856 in Bonn stationiert war, sandte Cronstein am 12. April 1890 eine Glückwunschadresse aus Bremen. Friedrich von Cronstein verstarb 98-jährig am 4. Oktober 1892 in Kleve.

## Werke
Naben den Büchern veröffentlichte von Montenglaut zahlreiche Artikel in verschiedenen Zeitschriften sowie Übersetzungen aus dem Englischen und Französischen.
- 1799, Das verwegene Gelübde. Nach dem Französischen der Gräfin Genlis, 2 Bände, Buchhandlung der Verlagsgesellschaft, Hamburg und Altona (Digitalisat).
- 1814, Herbstblumenkranz. Stahl, Darmstadt.
- 1822, Der Pirat, 3 Bände, nach dem englischen Original von Walter Scott.
- 1822, Fünf und zwanzig schottische und englische Lieder mit Musik von Beethoven.
- 1824, Nordlands Heideblüten.
- 1830, Novellen, Erzählungen und Reiseskizzen, 2 Bände.